# Learjet 45
Dimensions
Le Learjet 45 (LJ45) est un avion d'affaires de taille moyenne, développé par Bombardier Aerospace, livré d'origine avec une avionique Honeywell Primus 1000. Le prix d'un Learjet 45 neuf est aux environs de 11.5 millions de dollars américains[Quand ?].

## Historique
Le développement du LJ45 a été annoncé par Bombardier en septembre 1992, et le premier prototype fut sorti le 7 octobre 1995, 32 ans après le premier Learjet 23. La FAA accorda son homologation en septembre 1997. 
264 appareils ont été produits.

## Opérateurs
La majorité des opérateurs de Learjet 45 sont des propriétaires privés.

### Opérateurs militaires
Irlande
- Irish Air Corps

### Opérateurs civils
Italie
- Eurojet Italia (id)

 Luxembourg
- Luxembourg Air Rescue[1]

 Irlande
- Ryanair[2]

 Mexique
- FlyMex (en)

 Monténégro
- Gouvernement de Montenegro

 Argentine
- Gouvernement de Santiago del Estero[3].

## Accidents et incidents impliquant un Learjet 45
- Le 4 novembre 2008 à Mexico, le ministre mexicain de l'intérieur Juan Camilo Mouriño meurt dans l'accident d'un Learjet 45XR. Les pilotes, mal formés (le pilote n'était pas apte à voler sur cet avion), n'ont pas respecté les instructions de la tour de contrôle. L'appareil est alors entré dans la zone de turbulence d'un Boeing 767 situé devant lui. Les pilotes ont alors perdu le contrôle de l'avion qui s'est écrasé sur Mexico en pleine heure de pointe. En plus des 6 passagers et des 3 membres d'équipage, on dénombre 7 autres victimes au sol. L'accident est raconté dans un épisode de la série documentaire Air Crash.
- Le 1er juin 2003, un Learjet 45, de la compagnie Eurojet Italia, s'écrase peu après le décollage de l'Aéroport de Milan-Linate en Italie[4]. L’enquête démontre qu'une collision aviaire provoqua l'accident et la mort des deux pilotes de l'avion.

## Anecdote
Le Learjet 45 a également été modélisé pour le simulateur de vol Microsoft Flight Simulator dans les versions 2002, 2004 et FSX.